# Antoni Doniecki
Antoni Doniecki (ur. 19 listopada 2001 w Łodzi) – polski piłkarz ręczny, grający na pozycji obrotowego, od 2024 zawodnik Fenix Toulouse Handball. W tym samym roku zadebiutował w reprezentacji Polski.